# Illuminate
Illuminate es un grupo de música del género gótico, creado en 1993 por el compositor Johannes Berthold y con origen en la ciudad alemana de Karlsruhe. La casa disquera Gallery Records fue creada por Johannes Berthold y la misma se ha encargado de la producción de todos sus discos.

## Historia
Tras su formación en 1993, el grupo paso por múltiples cambios en sus integrantes, principalmente mujeres vocalistas, mismas que han sido diferentes en casi cada álbum del grupo. Desde los inicios el principal compositor ha sido Johannes Berthold, quién de igual manera es el letrista de la banda, voz masculina, e instrumentos electrónicos al igual que piano. Actualmente el grupo es integrado también por Jörn Langenfeld (Guitarra), Mareike Makosch (Canto), Fenja Makosch (Canto) y Johannes Knees (Teclados). Entre sus mayores éxitos se suma la canción "Dunkellicht", que se colocó en la 4.ª posición de los Deutschen Alternative Charts durante 8 semanas.
El grupo fue parte de M'era Luna en los años 2000, 2003 y 2010.
El exbaterista del grupo Mystic Prophecy, Stefan Dittrich se unió a Illuminate tras la salida de Mathias Kurth en 2009.

## Nombre
El nombre del grupo proviene del latín, refiriéndose a ser "lleno de luz" o " iluminario". No tiene ninguna afiliación a la sociedad secreta del Illuminati.

## Estilo musical
Los álbumes iniciales del grupo frecuentemente son asociados con el Nuevo Arte Alemán de la Muerte (Neue Deutsche Todeskunst), sin embargo, sus discos más recientes ya no cuentan con esta afiliación. De igual manera, con frecuencia se le categoriza al grupo dentro de algún subgénero Pop, dado que sus melodías no siempre son típicas del género Rock Gótico, Neoclassical o Dark Wave, y considerando que realmente no existe un sólido estilo de Rock. La mayoría de los trabajos de Illuminate no incluyen guitarras.
Su sonido típico es guiado por melodías cargadas por el piano. En producciones más recientes fluyen elementos Dark Wave y electropop. Las voces son, en su mayoría cantadas en tonos de inocencia, a veces sonando incluso cómo las voces puras de niños.
Sus temas tratan sobre el amor, la pérdida, el anhelo y la trascendencia a otras dimensiones de existencia. Una especialidad del grupo es la creación de historias basadas en vidas paralelas o la vida en conjunto con el más allá

## Miembros

### Miembros actuales
- Johannes Berthold - Canto, Piano, Teclados, Programación, Bajo
- Jörn Langenfeld - Guitarra
- Johannes Knees - Teclados
- Mareike Makosch - Canto
- Fenja Makosch - Canto

### Miembros de Soporte
- Carmen R. Schäfer - Canto
- Sylvia Berthold - Canto

### Miembros pasados
- Conny Schindler - Canto
- Mathias Kurth - Batería
- Anja Krone - Canto
- Daniela Dietz - Canto
- Markus Nauli - Teclados
- Christian Olbert
- Laura Dragoi
- Ulrike Schneidewind
- Stefan Dittrich - Percusión y Batería

## Discografía

### Álbumes de estudio
- 1993: Poesie (Poesia") EP de debut
- 1994: Es atmet (Respira") Segundo EP
- 1996: Verfall (Decadencia") Álbum de debut
- 1997: Erinnerungen (Recuerdos)
- 1998: Erwachen (Despertar)
- 1999: Letzter Blick zurück (Último Vistazo Hacía Atrás)
- 2000: Ein neuer Tag (Un Nuevo Día)
- 2001: Kaltes Licht (Luz Fría)
- 2004: Augenblicke (Instantes)
- 2006: Zwei Seelen (' Almas) / In Metal - Live in Mexico City
- 2008: Zeit der Wölfe (Tiempo de Lobos)
- 2009: Splitter (Despedazadór)
- 2009: Ohne Worte (Sin Palabras)
- 2011: GemEinsam ( junto) (Sólo disponible gratuitamente)
- 2011: Grenzgang (Pasaje Fronterizo)
- 2012: "ZwischenWelten" ("En mundos Intermedios")
- 2013: "Schwarze Perlen" ("Perlas Negras")
- 2015: "Gezeichnet" ("Marcado")
- 2016: "Ohne Worte 2" ("Sin Palabras 2")
- 2018: " Ein ganzes Leben"
- 2019: " Zorn"
- 2023: "Am Ende aller Tage

### EP / Mexi CD
- 1993: Poesie (Poesía) (VC)
- 1994: perfume (Aquello Respira) (Mex-CD)
- 1999: Legacy (Sólo Para Ti) (Mex-CD)
- 2000: Dunkellicht (Luz) (Mex-CD)
- 2001: Bittersüßes Gift (Mary Jane) (Mex-CD)

### Recopilatorios
- 2003: 10 x 10 – Respetyz'
- 2003: 10 x 10 – We

### Johannes Berthold
- 2003: Narrenturm (xh3/imagen)